# إدي ويلسون
إدي ويلسون (بالإنجليزية: Eddie Wilson)‏ هو لاعب كرة قدم أمريكية أمريكي، ولد في 14 أغسطس 1940 في ردينغ في الولايات المتحدة.